# Gian-Reto Plattner
Gian-Reto Plattner (Zürich, 10 december 1939 - Bazel, 7 december 2009) was een Zwitsers fysicus, hoogleraar en politicus voor de Sociaaldemocratische Partij van Zwitserland (SP/PS) uit het kanton Basel-Stadt.

## Biografie

### Afkomst en opleiding
Gian-Reto Plattner was een zoon van Placidus Andreas Plattner. Hij trouwde in 1966 met Marguerite Höhn en hertrouwde in 2001 met Sabine Manz, een dochter van Paul Manz. Hij studeerde fysica aan de Universiteit van Bazel, waar hij in 1967 een doctoraat en in 1972 een habilitatie behaalde.

### Hoogleraar
Van 1984 tot 2005 was Plattner buitengewoon hoogleraar experimentele fysica aan deze universiteit, waarvan hij van 2000 tot 2005 vice-rector was. Zijn talrijke publicaties over experimentele kernfysica bezorgden hem internationale bekendheid.

### Politicus

#### Lokale en kantonnale politiek
Van 1982 tot 1991 was Plattner lid van de gemeenteraad (Einwohnerrat; wetgevende macht) van Riehen, waarvan hij van 1988 tot 1990 voorzitter was. Tussen 1984 en 1992 zetelde hij in de Grote Raad van Bazel-Stad. Van 1988 tot 1992 was hij er fractieleider.

#### Federale politiek

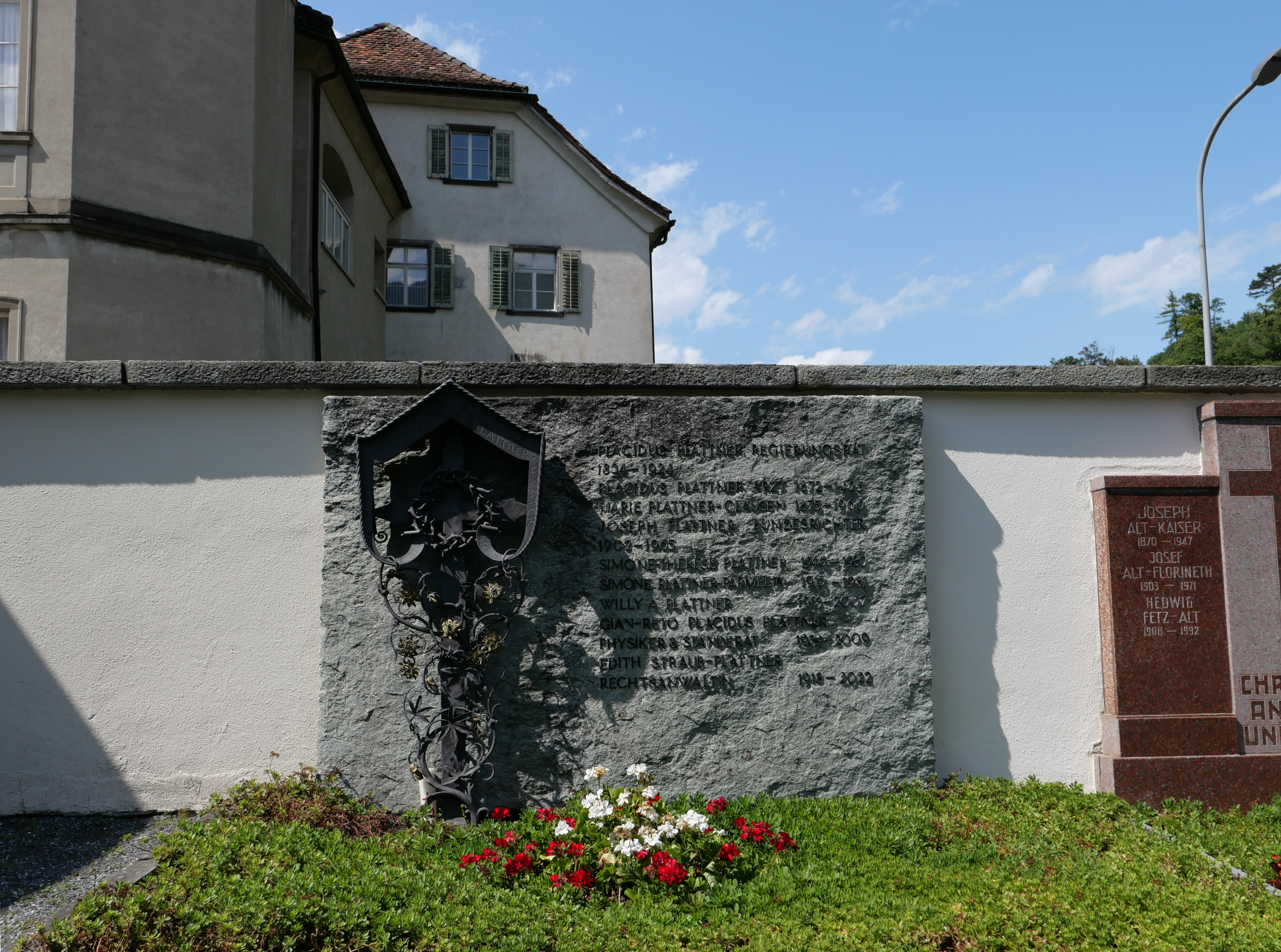
Het familiegraf in Chur, waar Plattner begraven ligt.

Van 25 november 1991 tot 30 november 2003 was hij lid van de Kantonsraad, waarvan hij van 25 november 2002 tot 30 november 2003 voorzitter was. Hij zetelde onder andere in de commissie Buitenlandse Zaken en was voorzitter van de commissie Milieu, Ruimtelijke Ordening en Energie. Als lid van de Kantonsraad verzette hij zich tegen de aankoop van F/A-18 Hornet-gevechtsvliegtuigen en zette hij zich in voor ecologische fiscaliteit, Europees beleid en het hoger onderwijs. Als wetenschapper was hij voorstander van genetische manipulatie en kreeg daarom kritiek vanuit zijn eigen partij. Met zijn onafhankelijke geest was hij een opvallend figuur in de Kantonsraad. Van 1995 tot 2001 maakte hij deel uit van de Zwitserse delegatie in de Parlementaire Vergadering van de Raad van Europa.

### Overlijden
Hij overleed in 2009 kort voor zijn 70e verjaardag.